# Miguel Clariño
Miguel Clariño (* 1. Februar 1997), mit vollständigen Namen Jose Miguel Noda Clariño, ist ein philippinischer Fußballspieler.

## Karriere
Miguel Clariño erlernte das Fußballspielen in der Universitätsmannschaft der Universität der Philippinen. Seinen ersten Vertrag unterschrieb er am 12. August 2020 beim United City FC. Der Verein aus Bacolod City spielte in der ersten philippinischen Liga. 2020 feierte er mit dem Verein die philippinische Meisterschaft. Für United City bestritt er zwei Erstligaspiele und zwei Spiele in der AFC Champions League. Von August 2021 bis Anfang März 2022 war er vertrags- und vereinslos. Der Erstligist Maharlika Manila FC aus der Hauptstadt Manila nahm ihn am 11. März 2022 unter Vertrag. Ende Juli 2022 ging er nach Thailand, wo er einen Vertrag beim Zweitligisten Customs United FC unterschrieb. Für die Customs bestritt er vier Zweitligaspiele. Nach der Hinserie wurde sein Vertrag Ende Dezember 2022 aufgelöst.

## Erfolge
United City FC
- Philippinischer Meister: 2020